# Rich Franklin
Rich Jay Franklin II (Cincinnati, Ohio; 5 de octubre de 1974) es un artista marcial mixto estadounidense retirado que compitió en la categoría de peso medio en Ultimate Fighting Championship. Franklin ha sido campeón de peso medio de UFC en una ocasión. Desde finales de mayo de 2014 es vicepresidente de ONE Championship.

## Carrera en artes marciales mixtas

### Ultimate Fighting Championship
Franklin comenzó su carrera en UFC con una perfecta victoria por 3-0, incluyendo una victoria sobre el experto veterano de MMA Evan Tanner en UFC 42, Edwin Dewees en UFC 44 y Jorge Rivera en UFC 50.
El 5 de abril de 2005, Franklin luchó en el evento principal de The Ultimate Fighter 1 Finale, que fue la primera tarjeta UFC en vivo en la televisión por cable libre. Se enfrentó al excampeón de UFC Ken Shamrock y ganó la pelea a través de TKO. Franklin fue muy impresionante en esta pelea, ya que fue capaz de derrotar a Shamrock, algo que nadie más había hecho hasta ese momento en la carrera de Shamrock. La victoria de Franklin sobre un ícono de artes marciales mixtas como Shamrock lo impulsó al estrellato de la UFC y lo estableció como una de las estrellas más grandes de la organización. La victoria sobre Shamrock también aseguró una oportunidad de título para Franklin.

#### Campeonato de Peso Medio
Este título vino en el UFC 53, el 5 de junio de 2005. Franklin derrotó a Evan Tanner por segunda vez para ganar el campeonato del peso mediano de UFC. La victoria le llevó a ser un entrenador (junto con el campeón wélter Matt Hughes) en la segunda temporada de The Ultimate Fighter.
En UFC 56 el 19 de noviembre de 2005, Franklin defendió su título contra Nate Quarry, un competidor de la temporada 1 de The Ultimate Fighter. Franklin ganó la lucha a través de KO en la primera ronda.
En UFC 58 el 4 de marzo de 2006, Franklin derrotó a David Loiseau en una decisión unánime de cinco asaltos para conservar su título. Franklin se rompió la mano izquierda temprano en la segunda ronda. La lesión requirió cirugía, incluyendo una placa de metal y tornillos y Franklin estuvo fuera de acción durante seis meses.

#### Después del título
Franklin tiene una larga trayectoria en la compañía, tanto es así que ha obtenido el título de peso medio en una ocasión y que defendería en dos ocasiones. Dicho título lo perdería ante Anderson Silva en UFC 64.
Tendría una oportunidad para recuperarlo en UFC 77, pero no pudo con el campeón que lo noqueó con unos tremendos rodillazos al rostro.
Tras su segunda derrota con el campeón, Franklin volvería a la acción en UFC 83 frente a Travis Lutter al cual noqueó en la segunda ronda.

#### Sube a peso semipesado
En UFC 88 ganaría su pelea frente a Matt Hamill con una dura patada al cuerpo en la tercera ronda.
Se enfrentó a Dan Henderson en UFC 93 donde perdió por decisión dividida.
Su pelea con Wanderlei Silva en UFC 99 fue una verdadera batalla. Al final, Franklin se llevó la pelea por decisión unánime. La pelea finalmente acabó ganando el premio a la Pelea de la Noche.
Vitor Belfort lo noquearía en UFC 103 al minuto y dos segundos de la primera ronda.
En UFC 115 pelearía contra el glorioso campeón del peso semipesado Chuck Liddell. Franklin lo noquearía en un duro intercambio de golpes faltando solo cinco segundos para el término de la primera ronda. Al término de la pelea, Franklin obtuvo el premio al KO de la Noche.
El excampeón del peso semipesado Forrest Griffin lo derrotaría por decisión unánime en UFC 126.
Tras estar más de un año sin pelear, Franklin volvería a la acción para tener su revancha en UFC 147 con Wanderlei Silva en tierras brasileñas. Franklin fue derribado en la primera ronda pero logró reincorporarse. Al término de la pelea, Franklin se llevaría la victoria de forma unánime, obteniendo dicha pelea el premio a la Pelea de la Noche.

#### Retorno al peso medio
Franklin se enfrentó a Cung Le el 10 de noviembre de 2012 en UFC on Fuel TV 6. Franklin perdió la pelea por nocaut en la primera ronda.

#### Retiro en las MMA
Después de burlarse de la posibilidad de una pelea más en MMA antes de que se retire, Franklin anunció su retiro el 28 de septiembre de 2015. Franklin escribió una columna de jubilación en theplayerstribune.com en la que indicó que una conversación reciente con su madre ayudó a tomar la decisión y el entendimiento de que "su cuerpo se ha ralentizado".

## Vida personal
Rich tiene una esposa llamada Beth, que es una exprofesora de inglés.

## Campeonatos y logros
- Ultimate Fighting Championship
  - Campeón de Peso Medio de UFC (Una vez)
  - Dos defensas exitosas del título
  - Tercer mayor número de defensas consecutivas del título de Peso Medio (2)
  - Pelea de la Noche (Dos veces)
  - KO de la Noche (Una vez)
  - Récord de golpes significativos en una pelea de campeonato vs. David Loiseau (127)

- Sherdog
  - Salón de la Fama de las Artes Marciales Mixtas[5]

## Registro en artes marciales mixtas
| Resultado     | Récord   | Oponente        | Método                            | Evento                            | Fecha                    | Ronda | Tiempo | Localización                  | Notas                                        |
| ------------- | -------- | --------------- | --------------------------------- | --------------------------------- | ------------------------ | ----- | ------ | ----------------------------- | -------------------------------------------- |
| Derrota       | 29–7 (1) | Cung Le         | KO (golpe)                        | UFC on Fuel TV: Franklin vs. Le   | 10 de noviembre de 2012  | 1     | 2:17   | Macao                         | Retorno al peso medio.                       |
| Victoria      | 29–6 (1) | Wanderlei Silva | Decisión (unánime)                | UFC 147                           | 23 de junio de 2012      | 5     | 5:00   | Belo Horizonte                | Pelea de la Noche.                           |
| Derrota       | 28–6 (1) | Forrest Griffin | Decisión (unánime)                | UFC 126                           | 5 de febrero de 2011     | 3     | 5:00   | Las Vegas, Nevada             |                                              |
| Victoria      | 28–5 (1) | Chuck Liddell   | KO (golpe)                        | UFC 115                           | 12 de junio de 2010      | 1     | 4:55   | Vancouver                     | Pelea de peso semipesado; KO de la Noche.    |
| Derrota       | 27–5 (1) | Vitor Belfort   | KO (golpes)                       | UFC 103                           | 19 de septiembre de 2009 | 1     | 3:02   | Dallas, Texas                 |                                              |
| Victoria      | 27–4 (1) | Wanderlei Silva | Decisión (unánime)                | UFC 99                            | 13 de junio de 2009      | 3     | 5:00   | Colonia                       | Pelea de la Noche.                           |
| Derrota       | 26–4 (1) | Dan Henderson   | Decisión (dividida)               | UFC 93                            | 17 de enero de 2009      | 3     | 5:00   | Dublín                        | Pelea de peso semipesado.                    |
| Victoria      | 26–3 (1) | Matt Hamill     | TKO (patada al cuerpo)            | UFC 88                            | 6 de septiembre de 2008  | 3     | 0:39   | Atlanta, Georgia              | Pelea de peso semipesado.                    |
| Victoria      | 25–3 (1) | Travis Lutter   | TKO (golpes)                      | UFC 83                            | 19 de abril de 2008      | 2     | 3:01   | Montreal                      |                                              |
| Derrota       | 24–3 (1) | Anderson Silva  | TKO (rodillazos)                  | UFC 77                            | 20 de octubre de 2007    | 2     | 1:07   | Cincinnati, Ohio              | Por el Campeonato de Peso Medio de UFC.      |
| Victoria      | 24–2 (1) | Yushin Okami    | Decisión (unánime)                | UFC 72                            | 16 de junio de 2007      | 3     | 5:00   | Belfast                       | Eliminatoria por el título.                  |
| Victoria      | 23–2 (1) | Jason MacDonald | TKO (parada del equipo)           | UFC 68                            | 3 de marzo de 2007       | 2     | 5:00   | Columbus, Ohio                |                                              |
| Derrota       | 22–2 (1) | Anderson Silva  | TKO (rodillazos)                  | UFC 64                            | 14 de octubre de 2006    | 1     | 2:59   | Las Vegas, Nevada             | Perdió el Campeonato de Peso Medio de UFC.   |
| Victoria      | 22–1 (1) | David Loiseau   | Decisión (unánime)                | UFC 58                            | 4 de marzo de 2006       | 5     | 5:00   | Las Vegas, Nevada             | Defendió el Campeonato de Peso Medio de UFC. |
| Victoria      | 21–1 (1) | Nate Quarry     | KO (golpe)                        | UFC 56                            | 19 de noviembre de 2005  | 1     | 2:34   | Las Vegas, Nevada             | Defendió el Campeonato de Peso Medio de UFC. |
| Victoria      | 20–1 (1) | Evan Tanner     | TKO (parada médica)               | UFC 53                            | 4 de junio de 2005       | 4     | 3:25   | Atlantic City, Nueva Jersey   | Ganó el Campeonato de Peso Medio de UFC.     |
| Victoria      | 19–1 (1) | Ken Shamrock    | TKO (golpes)                      | The Ultimate Fighter 1 Finale     | 9 de abril de 2005       | 1     | 2:42   | Las Vegas, Nevada             | Pelea de peso semipesado.                    |
| Victoria      | 18–1 (1) | Curtis Stout    | Sumisión (golpes)                 | SuperBrawl 38                     | 12 de diciembre de 2004  | 2     | 1:28   | Honolulu, Hawái               |                                              |
| Victoria      | 17–1 (1) | Jorge Rivera    | Sumisión (armbar)                 | UFC 50                            | 22 de octubre de 2004    | 3     | 4:28   | Atlantic City, Nueva Jersey   | Debut en peso medio.                         |
| Victoria      | 16–1 (1) | Ralph Dilon     | Sumisión (kimura)                 | Alaska Fighting Championship      | 14 de julio de 2004      | 1     | 0:56   | Anchorage, Alaska             |                                              |
| Victoria      | 15–1 (1) | Leo Sylvest     | Sumisión (golpes)                 | SuperBrawl 35                     | 16 de abril de 2004      | 1     | 1:13   | Honolulu, Hawái               |                                              |
| Derrota       | 14–1 (1) | Lyoto Machida   | TKO (patada a la cabeza y golpes) | Inoki Bom-Ba-Ye 2003              | 31 de diciembre de 2003  | 2     | 1:03   | Kōbe                          |                                              |
| Victoria      | 14–0 (1) | Edwin Dewees    | TKO (golpes y rodillazos)         | UFC 44                            | 26 de septiembre de 2003 | 1     | 3:32   | Las Vegas, Nevada             | Pelea de peso semipesado.                    |
| Victoria      | 13–0 (1) | Roberto Ramírez | KO (golpe)                        | Battleground 1: War Cry           | 19 de julio de 2003      | 1     | 0:10   | Villa Park, Illinois          |                                              |
| Victoria      | 12–0 (1) | Evan Tanner     | TKO (golpes)                      | UFC 42                            | 25 de abril de 2003      | 1     | 2:40   | Miami, Florida                | UFC debut.                                   |
| Victoria      | 11–0 (1) | Antony Rea      | TKO (golpes)                      | UCC Hawaii: Eruption in Hawaii    | 17 de septiembre de 2002 | 1     | 2:46   | Honolulu, Hawái               |                                              |
| Victoria      | 10–0 (1) | Yan Pellerin    | Sumisión (armbar)                 | UCC 10: Battle for the Belts 2002 | 15 de junio de 2002      | 1     | 3:23   | Hull                          |                                              |
| Victoria      | 9–0 (1)  | Marvin Eastman  | Sumisión (armbar)                 | WFA 1                             | 3 de noviembre de 2001   | 1     | 1:02   | Las Vegas, Nevada             |                                              |
| Victoria      | 8–0 (1)  | Dennis Reed     | Sumisión (golpes)                 | Extreme Challenge Trials          | 5 de agosto de 2001      | 1     | 1:38   | Cincinnati, Ohio              |                                              |
| Victoria      | 7–0 (1)  | Chris Seifert   | Sumisión (golpes)                 | Extreme Challenge 41              | 13 de julio de 2001      | 2     | 1:45   | Davenport, Iowa               |                                              |
| Victoria      | 6–0 (1)  | Travis Fulton   | TKO (mano rota)                   | Rings USA: Battle of Champions    | 17 de marzo de 2001      | 1     | 5:00   | Council Bluffs, Iowa          |                                              |
| Sin resultado | 5–0 (1)  | Aaron Brink     | Sin resultado (lesión en el pie)  | IFC: Warriors Challenge 11        | 13 de enero de 2001      | 1     | 2:42   | Fresno, California            | Por el Campeonato de Peso Semipesado de IFC. |
| Victoria      | 5–0      | Dennis Reed     | Sumisión (armbar)                 | Extreme Challenge 35              | 29 de junio de 2000      | 1     | 1:56   | Davenport, Iowa               |                                              |
| Victoria      | 4–0      | Gary Myers      | KO (patada a la cabeza)           | WEF 9                             | 13 de mayo de 2000       | 3     | 0:59   | Evansville, Indiana           |                                              |
| Victoria      | 3–0      | Rob Smith       | TKO (golpes)                      | Extreme Challenge 31              | 24 de marzo de 2000      | 1     | 2:30   | Kenosha, Wisconsin            |                                              |
| Victoria      | 2–0      | Eugene Pinault  | Sumisión (golpes)                 | Extreme Challenge: Trials         | 4 de octubre de 1999     | 1     | 1:27   | Davenport, Iowa               |                                              |
| Victoria      | 1–0      | Michael Martin  | KO (patada a la cabeza)           | WEF 6                             | 19 de junio de 1999      | 1     | 0:21   | Wheeling, Virginia Occidental |                                              |